# 卡拉·坎普拉
卡拉·瑪麗亞·坎普拉·伊莉莎德（西班牙語：Carla Maria Campra Elizalde，1999年4月16日—）是一位童星出身的西班牙女演員。她因在電視劇集《90-60-90，少年的秘密日記》中的角色而為人熟知。

## 早年生活
卡拉·瑪麗亞·坎普拉·伊莉莎德在1999年4月16日出生於西班牙加泰罗尼亚巴塞罗那省的巴塞罗那，並於多年後與家人搬到博阿迪利亚-德尔蒙特。她有一個同樣致力於演藝事業的哥哥古拉莫·坎普拉。

## 職業生涯
坎普拉的首部劇情長片作品是2007年的劇情電影《人體地圖》（西班牙語：Atlas de geografía humana），而她的首次電視演出則是在2008年劇集《男人獵人》（西班牙語：Cazadores de hombres）中飾演一個小配角。
在2008至2009年間，坎普拉出演了41集的電視劇集《醜女比雅》，飾演年小的帕洛瑪（西班牙語：Paloma）。她在2009年劇集《90-60-90，少年的秘密日記》中飾演的角色朱莉婭·阿爾瓦雷斯（西班牙語：Julia Álvarez）更推動了她的演藝事業。她隨後除了在《舊橋的秘密》、《醫療中心》（西班牙語：Centro médico）和《你生命中的男人》（西班牙語：El hombre de tu vida）等劇集中飾演客串角色外，亦出演了《另一面》和《危險的媽媽》。
在電影作品方面，除了在電視電影《女公爵II》（西班牙語：La duquesa II）中飾演年輕的尤金妮亞外，坎普拉的電影作品還包括兒童電影《依凡的夢想》（西班牙語：El sueño de Iván）、《靈蝕》以及在《人尽皆知》中飾演佩内洛普·克鲁兹角色的女兒。
2020年，坎普拉加入肥皂劇《相思樹38》的演員陣容飾演丹妮拉（西班牙語：Daniela）。2022年，她在Netflix奇幻驚悚劇集《詭城費里亞：暗黑之光》中飾演蘇菲亞（西班牙語：Sofía）。

## 作品列表

### 電影
| 年份 | 標題                          | 角色             | 附註 | 來源   |
| ---- | ----------------------------- | ---------------- | ---- | ------ |
| 2007 | 《人體地圖》 （西班牙語：Atlas de geografía humana）   | 小女孩克拉拉（Clara niña） |      |        |
| 2011 | 《依凡的夢想》 （西班牙語：El sueño de Iván） | 保拉（Paula）         |      | [ 11 ] |
| 2014 | 《馬賽》                      | 瑪莎（Marta）         |      |        |
| 2016 | The Collection                | 威爾（Will）         | 短片 |        |
| 2017 | 《靈蝕》                      | 戴安娜（Diana）       |      |        |
| 2018 | 《人尽皆知》                  | 艾琳（Irene）         |      | [ 5 ]  |
| 2022 | 《聖餐女孩》 （西班牙語：La niña de la comunión）   | 莎拉（Sara）         |      |        |

### 電視
| 年份       | 標題                              | 角色                      | 附註                                     | 來源   |
| ---------- | --------------------------------- | ------------------------- | ---------------------------------------- | ------ |
| 2008       | 《男人獵人》 （西班牙語：Cazadores de hombres）       | 勞拉（Laura）                  | 單集：“Operación Ojos Cerrados”          |        |
| 2008－2009 | 《醜女比雅》                      | 帕洛瑪（Paloma）                | 主要角色；41集                           | [ 8 ]  |
| 2009       | 《90-60-90，少年的秘密日記》      | 朱莉婭·阿爾瓦雷斯（Julia Álvarez）     | 主要角色；8集                            | [ 12 ] |
| 2009       | 《馬里2》 （西班牙語：La Mari 2）          | 7歲的馬里恩（Mariona 7 anys）           | 2集                                      |        |
| 2010       | 《我不像你》 （西班牙語：No soy como tú）       | 埃琳娜（Elena）                | 迷你劇；2集                              |        |
| 2011       | 《女公爵II》（西班牙語：La duquesa II）        | 年輕的尤金妮亞            | 迷你劇；單集：“Una relación muy difícil” | [ 5 ]  |
| 2011－2012 | 《紅鷹》                          | 瑪格麗塔公主（Infanta Margarita）          | 2集                                      | [ 7 ]  |
| 2016       | 《舊橋的秘密》                    | 克拉麗塔（Clarita）              | 單集：“Episode #1.1236”                  |        |
| 2016       | 《你生命中的男人》 （西班牙語：El hombre de tu vida） | 女孩夏娃（Eva chica）              | 單集：“Amores perros”                    |        |
| 2016       | 《醫療中心》 （西班牙語：Centro médico）       | 克拉拉（Clara）                | 2集                                      |        |
| 2018       | 《夜店情仇》                      | 瑪蒂娜（Martina）                | 單集：“Pactos de sangre”                 |        |
| 2018－2019 | 《另一面》                        | 弗拉維亞（Flavia）              | 主要角色；21集                           | [ 5 ]  |
| 2019       | Terror.app                        | 布蘭卡（Blanca）                | 主要角色；6集                            | [ 13 ] |
| 2019－2021 | 《危險的媽媽》                    | 伊麗莎白·帕拉蘇洛斯（Elisabeth Palazuelos）   | 7集                                      | [ 14 ] |
| 2020       | 《30枚銀幣》                      | 范恩（Vane）                  | 單集：“Ouija”                            | [ 15 ] |
| 2020       | 《相思樹38》                      | 丹妮拉·斯塔比爾（Daniela Stabile）       | 主要角色；18集                           | [ 9 ]  |
| 2021       | 《榮光歲月》                      | 索爾·蒙塔爾沃（年輕）（Sol Montalvo (Joven)） | 單集：“Episode #1.1”                     | [ 16 ] |
| 2022       | 《詭城費里亞：暗黑之光》          | 蘇菲亞（Sofía）                | 主要角色；8集                            | [ 17 ] |
| 2022       | 《神聖之家》                      | 愛塔娜（Aitana）                | 主要角色；3集                            | [ 18 ] |

## 外部連結
- 卡拉·坎普拉在互联网电影资料库（IMDb）上的資料（英文）
- 卡拉·坎普拉的Instagram帳戶